# Marc O'Neill
Marc Marie Patrick O'Neill, né le 29 octobre 1909 au Mans (Sarthe) et mort le 18 juillet 1956 à Sidi Ralhem près de Safaroui, alors dans le département d'Oran, est un officier français, résistant et compagnon de la Libération.

## Biographie
Fils du général Henri O'Neill et de Berthe Véron, petit-fils de l'amiral Auguste O'Neill et arrière-petit-neveu du vice-amiral et sénateur Auguste Véron, il suit ses études au collège Saint-Stanislas de Nantes et au lycée Louis-le-Grand à Paris, avant d'intégrer l'École spéciale militaire de Saint-Cyr en 1930 (promotion Joffre), puis l'École de cavalerie de Saumur.
Il fait brillamment la Campagne de France en tant qu'officier au 10e Régiment de Cuirassiers et est blessé sur la Somme. 
Refusant de prêter serment au Maréchal Pétain, il se voit refuser l'octroi de la Légion d'honneur pour laquelle il avait été proposé à titre militaire pour sa participation à la campagne de France.
Il est ensuite envoyé au Maroc en avril 1941 où il est chargé de l'établissement du matériel à l'Ecole de Cavalerie à Meknès puis du camouflage du matériel de guerre.
Il revient en métropole en 1941. À Vichy, il est protégé par François Lehideux qui le fait entrer en 1941 à la direction des Fabrications du secrétariat d'Etat à la production industrielle puis à son cabinet avant de l'accueillir au Comité d'organisation de l'automobile (COA) après novembre 1942, avec d'autres officiers. Lehideux lui a servi de boîte aux lettres et de bailleur de fonds,. Il rejoint l'Organisation civile et militaire dans la Résistance afin d'aider à la mise en place de la résistance en région parisienne, en novembre 1942. Tout en restant membre de l'OCM, il s'en éloigne pour constituer en 1943 un mouvement de résistance autonome, avec l'appui des Britanniques et de Jacques Le Roy Ladurie, ancien ministre de l'agriculture de Vichy : les Volontaires paysans et ouvriers (VPO). Ce mouvement, constitué de résistants de droite et d'extrême droite, entend alors se démarquer de l'engagement gaulliste de l'OCM. L'agent de liaison d'O'Neill à l'OCM et aux VPO fut Maurice Clavel. 
En juillet 1943, il est nommé responsable du maquis Zone Nord, fonction qu'il abandonne en septembre, puis délégué militaire régional pour le Loiret, le Loir-et-Cher, le Cher et l'Eure-et-Loir. Lieutenant-colonel FFI, il est l'organisateur et le chef du maquis de Lorris et libère Chateauneuf-sur-Loire et Orléans. Il participe avec ce maquis au combat de la libération de Paris, principalement en capturant l'Ecole Militaire et la Chambre des Députés. En novembre 1944, il est nommé chef de corps du 2e régiment de Hussards à Tarbes jusqu'en juin 1945.
Il quitte l'armée pour travailler de 1946 à 1952 dans l'industrie du pétrole. Il contribue à la fondation de plusieurs sociétés : Foratec (1946, matériel de forage), Flexone (1946), dont il est le gérant avec son frère Jean, la société des vernis Flexam (1948), dont il est le gérant. La plus importante est la SARL Flexone, dont le capital est porté à 18 millions de francs en 1947. Parmi les souscripteurs figurent notamment d'autres membres de sa famille, des aristocrates, des sociétés, des membres de la famille Vernes et l'épouse de François Lehideux. 
Rappelé en 1956 avec le grade de lieutenant-colonel, il reçoit le commandement en second de la 532e Demi-Brigade d'Infanterie de l'Air, arrive en Algérie à Oran, le 17 juillet 1956 et tombe le 18 juillet, avec ses hommes dans une embuscade tendue par un ennemi supérieur en nombre, dans le contexte de la guerre d'Algérie.

## Décorations
- Officier de la Légion d'honneur par décret du 14 juin 1951
- Compagnon de la Libération par décret du 26 septembre 1945
- Croix de guerre 1939–1945
- Croix de la Valeur militaire avec palme (titre posthume)
- Médaille de l'Aéronautique (1956, à titre posthume)[11]
- Ordre de l'Empire britannique à titre civil (officier)

## Sources
- Le Maquis de Lorris, sans date ni auteur, imprimerie Les Impressions Modernes à Briare. Son préfacier, le commandant d'Aboville, indique que ce livre est destiné aux anciens du Maquis de Lorris.
- La Chancellerie de l'ordre de la Libération ; page « Marc O'Neill »
- Compagnons de la Libération du Loiret